# Лебединий
Лебеди́ний (рос. Лебединый) — селище у складі Совєтського району Алтайського краю, Росія.

## Населення
Населення — 183 особи (2010; 245 у 2002).
Національний склад (станом на 2002 рік):
- росіяни — 98 %